# Викерс Карден-Лојд Мк VI
Викерс Карден-Лојд носач митраљеза Мк VI (енг. Carden Loyd Machine Gun Carrier Mk.VI) је британска танкета из периода пре Другог светског рата. Ова танкета послужила је као основа за производњу првих оклопних возила у Италији, Чехословачкој, Пољској и СССР.

## Историја
Захваљујући проналазачима Сер Џону Кардену и Вивијану Лојду, концепт малог оклопног возила на гусеницама са двочланом посадом настао је у Британији и раширио се по целом свету, где је генерално називан "танкета". Фабрика Карден-Лојд развила је оклопни носач митраљеза са више прототипова током 20-их година, а њихово припајање великој фирми Викерс-Армстронг 1928. омогућило је успешну рекламу и масовну производњу. Прва практична верзија био је Носач Митраљеза Мк VI, оклопни транспортер са тешким митраљезом Викерс калибра 0.303 инча са воденим хлађењем. Британска војска је откупила 250 комада од Викерс-Армстронга, док је још 57 произведено по лиценци. Далеко важнија била је чињеница да је мањи број возила извезен у велики број земаља Европе, Јужне Америке и Азије.

## Карактеристике
Мк VI био је мало возило са два члана посаде који су седели раме уз раме са мотором иза и између њих. Возач је седео лево, а командир/нишанџија десно, наоружан тешким митраљезом Викерс калибра 0.303 инча са воденим хлађењем. Оклопни поклопци за главу на шаркама, у облику зарубљене пирамиде, били су популарна, али не и универзална верзија. Каснија верзија са нешто вишом оклопном кабином била је позната као Мк VI* или Мк VIА. Њихов оклоп био је отпоран само на пушчане метке, а у служби показало се да имају низак газ и осетљиве гусенице, које су доприносиле кваровима на неравном терену.

### У борби
Ова возила коришћена су без успеха у рату између Боливије и Парагваја (1932—1935), у Зимском рату и у инвазији на Белгију током Другог светског рата (на страни савезника). Рат је показао да оклопни транспортер (танкета) наоружан митраљезом, иако јефтин, има малу практичну вредност. Недостатак простора за радио чинио га је скоро бескорисним за извиђање, лако наоружање и танак оклоп били су преслаби за борбу, а возило је било премало за транспорт пешадије. Британска војска, за разлику од других, препознала је ове слабости одмах и обуставила њихову производњу већ 1933.

## Извоз
Троструко јефтинији од тенка Рено ФТ-17, Мк VI био је најјефтиније оклопно возило на светском тржишту 30-их година. Иако незнатан део оклопних снага Велике Британије, ова мала возила била су основа оклопних снага многих мањих држава, укључујући Белгију (6 танкета), Холандију (5 танкета), Боливију (2 танкете) и Тајланд (60 танкета).

### Италија
Италија је 1929. купила 25 танкета Мк VI, које су послужиле Фијату као основа за производњу првих италијанских танкета CV-33 (Л 3/33). У периоду 1931-1933. произведено је око 1.400 ових возила.

### СССР
Без искуства у производњи тенкова, 1930. СССР се окренуо увозу: из Британије је увезено 8 амфибијских лаких тенкова (Карден Лојд Модел 1931), 30 средњих тенкова (Модел Е и Мк II) и 26 танкета (Викерс Карден-Лојд Мк VI). Танкета Мк VI је лако модификована и пуштена у производњу 1931. као Т-27. У периоду 1931-1933. произведено је преко 3.000 ових возила. 

### Чехословачка
Године 1930. војска Чехословачке купила је 4 танкете Мк VI, обезбедивши лиценцу за њихову производњу. Унапређена верзија производила се у ЦКД 1933-1934. као Танкета модел 33 (укупно 70 возила). У исто време, Шкода је направила своју верзију танкете, Шкода Т-32 наоружану топом од 37 mm : произведено је свега 8 комада, који су продати краљевини Југославији.

### Пољска
Пољска је 1930. купила једно возило Викерс Карден-Лојд Мк VI и на основу њега је започела индустријску производњу сопственог возила које се није много разликовало од британског модела. У периоду 1931-1934. произведено је 690 танкета ТК-3/ТКС.

## Значај
Њихов главни значај јесте у доприносу развоју тенковске индустрије, пошто су Чехословачка, Италија, Пољска и СССР по лиценци производили возила заснована на њима: Танкета модел 33, Л3/33, ТК-3 и Т-27.